# Carlos de Diego
Carlos de Diego (Barcelona, 1975) es un guionista de cine y de televisión e historietista español.

## Biografía
Carlos de Diego estudió Ciencias Físicas en su ciudad natal.[cita requerida]
Publicó sus primeras historietas en El Víbora , de quien aprendió la técnica de incorporar cabezas recortadas de Homer Simpson a sus personajes,así como en La Brasería (2002) y NSLM.
Con Carlo Padial fundó la productora Los Pioneros del Siglo XXI, responsable de títulos como Mi loco Erasmus (2012).
Colaboró en El Manglar (2008-2010) y la revista digital El Estafador y en 2013 publicó su primer libro, Grandes verdades de la humanidad.

## Estilo
Como historietista, Carlos de Diego recurre al collage, recortando cabezas de personajes de tebeos antiguos que compra en mercadillos para luego pegarlas sobre sus propios dibujos.

## Obra
Historietística
| Fecha   | Título                           | Tipo                    | Publicación                                               |
| ------- | -------------------------------- | ----------------------- | --------------------------------------------------------- |
| 12/2000 | King Size y el hombre del tiempo | Serie                   | La familia Vandellós (Dobledosis)                         |
| 04/2003 | El terror invisible              | Comic book              | Los impresentables de Amaníaco nº 30 (Amaníaco Ediciones) |
| 11/2008 | El nuevo novio de mamá           | Historieta breve (2 p.) | El Manglar nº 8 (Dibbuks)                                 |
| 03/2009 | Las dos caras de Adolfo          | Historieta breve (3 p.) | El Manglar nº 9 (Dibbuks)                                 |
| 07/2009 | Misterio en los Monegros         | Historieta breve (4 p.) | El Manglar nº 10 (Dibbuks)                                |
| 11/2009 | Pura coincidencia                | Historieta breve (4 p.) | El Manglar nº 11 (Dibbuks)                                |
| 06/2010 | Ratas de oro                     | Historieta breve (4 p.) | El Manglar nº 12 (Dibbuks)                                |
| 2013    | Grandes verdades de la humanidad | Novela gráfica          | ¡Caramba!                                                 |
| 5/2013  | ¡Pasaje para Malta!              | Historieta breve (8 p.) | Panorama (Astiberri)                                      |